# Chloe Lattanzi
Chloe Rose Lattanzi (Los Angeles, 17 januari 1986) is een actrice en zangeres uit de Verenigde Staten van Amerika. Ze is de dochter van Olivia Newton-John en acteur Matt Lattanzi.
In 2016 bracht ze een album uit, No Pain.

## Filmografie
- International Standard Name Identifier: 0000 0001 3890 0942
- Library of Congress Control Number: no2011161661
- Virtual International Authority File: 186763017
- WorldCat: E39PBJkMJFG8RCJVCqmTWYBkjC